# チョーク (岩石)

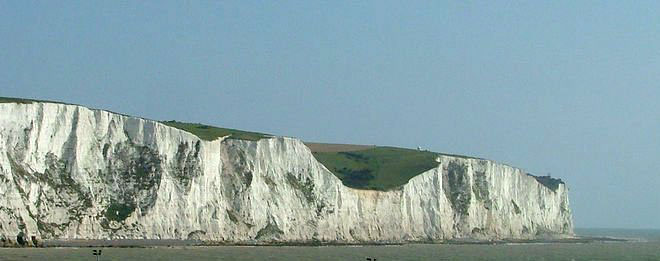
チョークからなるドーバーの白い崖

チョーク（英語: chalk）は、未固結の石灰岩のこと。イギリスのドーバー海峡周辺で崖をつくる厚い地層のことで、円石藻の化石（炭酸カルシウムのココリス）から成る。
日本語では白堊（はくあ、白亜とも）という。日本では地層が堆積した年代から、白亜紀の語源となったほか、黒板に用いるチョーク（白墨）の語源にもなっている。